# Anthropopathisme
Le terme Anthropopathisme provient du Grec "Anthropos", "homme" et "Pathos", "ressentir" ou "souffrir". 
Il désigne généralement l'assignation de caractéristiques émotionnelles humaines à un non-humain quand il ne les possède, ce qui est le pendant émotionnel de l'anthropomorphisme. Il peut parfois à l'inverse servir à attribuer à des humains des traits ne ressortant pas d'eux. 
Cette technique est particulièrement utilisée dans le champ de la religion, l'anthropomorphisme désigne à la fois la "colère" de Dieu et l'homme "à l'image de Dieu" (ce qui pourrait signifier que "Dieu ne ressent pas comme l'homme", mais que "l'homme s'est vu attribuer des caractéristiques à l'image des sentiments -- si l'on peut dire—de Dieu).
Cette technique est particulièrement notable dans le Livre de la Genèse, comme exemple du thème de Dieu comme une divinité personnifiée…